# 蓋恩斯維爾 (阿肯色州)
蓋恩斯維爾（英語：Gainesville）是位於美國阿肯色州格林縣的一個非建制地區。該地的面積和人口皆未知。

## 地理
蓋恩斯維爾的座標為36°09′53″N 90°30′38″W / 36.16472°N 90.51056°W，而該地的平均海拔高度為102米（即335英尺）。